# Anywhere I lay my head
Anywhere I Lay My Head (en español Dondequiera que repose mi cabeza) es el disco debut como cantante de la actriz Scarlett Johansson y fue lanzado el 16 de mayo de 2008. En su debut musical presenta diez sencillos versionados del cantante y compositor Tom Waits, así como una canción original llamada "Song for Jo".
La cantante y actriz ya mostró su talento musical en anteriores ocasiones interpretando la canción de Brass in Pocket, de The Pretenders, en el film Lost in Translation, y actuó con la banda de rock The Jesus and Mary Chain en el Festival de Música y Artes de Coachella Valley (EE. UU.).
En el álbum debut de Johansson destaca la colaboración del productor David Sitek, el guitarrista de la banda Yeah Yeah Yeahs, Nick Zinner, y el guitarrista de Celebration, Sean Antanaitis.
Las críticas al álbum han sido regulares, haciendo hincapié en las habilidades vocales de la actriz, aunque ha sido un álbum bien valorado. La revista Rolling Stone la tildó de mediocre comparándola con una Marilyn Monroe desmayada. Sin embargo la NME lo posicionó en el puesto 23 de los mejores discos del 2008 y la Pheder's Top 100 lo colocó en el tercer mejor disco del año.

## Lista de canciones
Todas las canciones escritas por Tom Waits excepto donde se indique.
1. "Fawn"
2. "Town With No Cheer"
3. "Falling Down"
4. "Anywhere I Lay My Head"
5. "Fannin’ Street"
6. "Song for Jo" (Scarlett Johansson/David Andrew Sitek)
7. "Green Grass"
8. "I Wish I Was in New Orleans"
9. "I Don’t wanna Grow Up"
10. "No One Knows I’m Gone"
11. "Who Are You?"

iTunes Bonus tracks
1. "Yesterday Is Here"
2. "I'll Shoot The Moon"

## Posicionamiento

### Álbum
| Listas (2008)             | Posición |
| ------------------------- | -------- |
| Billboard Top Heatseekers | 1        |
| Alemania                  | 30       |
| Austria                   | 25       |
| Bélgica (Región Flamenca) | 30       |
| Bélgica (Región Valona)   | 45       |
| España                    | 77       |
| Estados Unidos            | 126      |
| Francia                   | 26       |
| Irlanda                   | 65       |
| Reino Unido               | 64       |
| Suecia                    | 27       |
| Suiza                     | 15       |

### Sencillos
| Año  | Sencillo       | Listas                    | Posición |
| ---- | -------------- | ------------------------- | -------- |
| 2008 | "Falling Down" | Bélgica (Región Flamenca) | #23      |
| 2008 | "Falling Down" | Suiza                     | #70      |